# Lesnoj (rejon zawodoukowski)
Lesnoj (ros. Лесной) – osiedle w Rosji, w obwodzie tiumeńskim, w rejonie zawodoukowskim. W 2010 liczyło 284 mieszkańców.